# Sender Wehrden (Saarländischer Rundfunk)
Der Sender Wehrden (Saar) (Saarländischer Rundfunk) ist eine Sendeanlage (kurz Sender) des Saarländischen Rundfunks, der ehemals zur Ausstrahlung von Fernsehsignalen diente. Er befindet sich in einem Waldstück südöstlich des Stadtteils Wehrden (Saar) der Stadt Völklingen, in Höhe der Anschlussstelle Völklingen-Geislautern der Bundesautobahn 620.
Der Sender versorgte den Völklinger Stadtteil Geislautern mit dem Programm der ARD, bis er mit der DVB-T-Einführung ersatzlos gestrichen wurde.

## Frequenzen und Programme

### Ehemalige analoge Programme
Vor der Umstellung auf DVB-T liefen hier die folgenden analogen TV-Sender:
| Kanal | Frequenz (MHz) | Programm       | ERP (kW) | Antennendiagramm rund (ND)/ gerichtet (D) | Polarisation horizontal (H)/ vertikal (V) |
| ----- | -------------- | -------------- | -------- | ----------------------------------------- | ----------------------------------------- |
| 49    | 695,25         | Das Erste (SR) | 0,007    | D                                         | H                                         |